# Ваља Дулче (Прахова)
Ваља Дулче (рум. Valea Dulce) насеље је у Румунији у округу Прахова у општини Подениј Ној. Oпштина се налази на надморској висини од 178 m.

## Становништво
Према подацима из 2002. године у насељу је живело 1071 становника, од којих су сви румунске националности.